# 21464 Chinaroonchai
21464 Chinaroonchai è un asteroide della fascia principale. Scoperto nel 1998, presenta un'orbita caratterizzata da un semiasse maggiore pari a 2,2843503 UA e da un'eccentricità di 0,2023360, inclinata di 5,73065° rispetto all'eclittica.